# Arne Kavli
Arne Texnes Kavli, född 27 maj 1878 i Bergen, död 1970 i Oslo, var en norsk målare.
Kavli började med en koloristiskt dämpad, starkt linear stil, men småning utvecklade sig formen konturlöst ur en allt ljusare färgskala. Ett allt tydligare inflytande från Edvard Munch kunde spåras i hans konst.